# Andre Jones
Andre Jones (Suffolk, 30 gennaio 1990) è un cestista statunitense naturalizzato slovacco.

## Palmarès
- Campionato austriaco: 1

BC Vienna: 2021-22
- British Basketball League: 1

Newcastle Eagles: 2014-15
- Coppa Italia: 1

Auxilium Torino: 2018
- Coppa d'Austria: 1

BC Vienna: 2022